# Sir George Hope Islands
Le Sir George Hope Islands sono un gruppo di cinque isole situate nel golfo di Van Diemen, a sud della penisola di Cobourg, nel Territorio del Nord, in Australia. Le isole si trovano a est dell'isola Melville e a nord-est di Darwin. Fanno parte del Garig Gunak Barlu National Park, che comprende la penisola di Cobourg e le acque del golfo di Van Diemen.
Greenhill è l'isola maggiore e la più occidentale, la seconda per grandezza è Morse. Le altre tre sono: Wangoindjung, Warldagawaji e Wunmiyi.

## Toponimo
Le Sir George Hope Islands furono nominate da Phillip Parker King, il 28 aprile 1818, in onore del viceammiraglio George Johnstone Hope (1767 – 1818) della Royal Navy.